# Hemiclepsis bhatiai
Hemiclepsis bhatiai (лат.) — вид плоских пиявок (Glossiphoniidae).

## Название
Видовой эпитет bhatiai присвоен в честь Dr. M. L. Bhatia, основателя отделения зоологии Делийского университета, внёсшего вклад в изучение фауны пиявок Индии.

## Описание
Общая длина Hemiclepsis bhatiai составляет около 15 мм, ширина около 3 мм. Тело листообразное, уплощённое в спинно-брюшном направлении. Края тела с мелкими зазубринами. Передняя часть (сегменты I—V) практически не отделена от остального тела, в отличие от большинства других видов Hemiclepsis.
Окраска тела живых экземпляров не была задокументирована. Фиксированные образцы имеют светлую желтоватую окраску. Вдоль тела идёт пара рядов тёмных пятен, присутствующих на каждом третьем кольце на сегментах с X по XXV (на XXV сегменте также присутствует добавочная пара более медиальных пятен). Задняя присоска также покрыта пятнами.
Тело сегментированное, сегменты I—II и XXVI—XXVII состоят из 1 кольца, сегменты III—IV и XXV состоят из двух колец, сегменты V—XXIV — из трёх колец. Суммарно количество колец равно 70.
На переднем конце тела имеется 3 пары глаз (кольца 2, 3 и 5 сегментов II—IV). Первая пара наиболее мелкая, вторая — наиболее крупная. Глаза первой пары сближены.
Имеется мускулистый хобот длиной 3—4 мм. Желудок с 10 парами карманов, 10 пара ветвится. Кишечник с 4 парами коротких карманов.
Гермафродиты. Имеются семенной и яйцевой мешки. Мужское и женское половые отверстия (гонопоры) разделены 1,5 кольцами (мужская гонопора расположена между XI и XII сегментами, женская — на XII сегменте). Семенных мешков 6 пар.

## Образ жизни
Обнаружена в каменистом водоёме. Все исследованные особи этого вида были найдены прикреплёнными к поверхности камней, питание не показано.

## Распространение
Известна по единственной находке в водоёме Ситкунди (около 11 км к юго-западу от Мунгера, штат Бихар, Индия).